# Plastocerontus madecassus
Plastocerontus madecassus är en tvåvingeart som beskrevs av Filippo Silvestri 1920. Plastocerontus madecassus ingår i släktet Plastocerontus och familjen spyflugor.
Artens utbredningsområde är Madagaskar. Inga underarter finns listade i Catalogue of Life.